# 查哈克

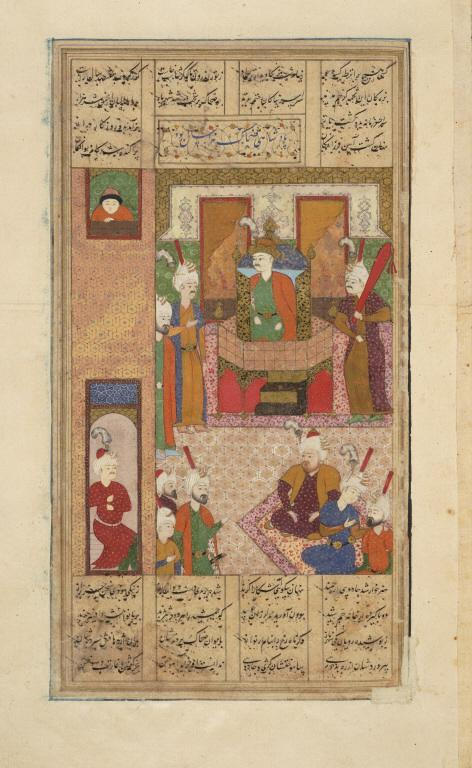
查哈克即位

查哈克（又译“佐哈克”，‎）是波斯史詩《王書》中登場的兩肩生蛇的王，被稱為「蛇王查哈克」。和波斯古經的三頭龍阿茲達哈卡是同神異名。

## 王書
《王書》中，俾什达迪王朝的加姆西德辭世之後，登場的是查哈克的邪惡統治。
查哈克是阿拉伯的國王之子，因惡靈伊布力斯而兩肩生蛇，為了餵食蛇每天需要兩個人腦。加姆西德因不信神而導致民心背離，查哈克受到波斯人民支持並花了四十天殲滅了保皇軍，隨後殺害加姆西德並統治伊朗。蛇由加姆西德的兩位公主餵養，公主為了不再有犧牲者，而用羊腦代替，並讓原本被選中犧牲的人逃到山中或沙漠，據說這些人就是庫德人的祖先。
查哈克最後被費里頓用牛頭矛打敗，囚禁在山洞中，結束一千年的統治。

## 脚注
1. ↑  《波斯神話故事》，作者：岡田惠美子

## 關連項目
- 波斯神話